# Union des producteurs phonographiques français indépendants
L'Union des producteurs phonographiques français indépendants (UPFI) est une organisation professionnelle qui rassemble les labels indépendants et les distributeurs de musique en France. Son siège est basé à Paris.
Fondée le 12 juin 1986 sous le nom d'Association Professionnelle des Producteurs Phonographiques Indépendants (APPI), l'organisation a changé de régime juridique et de nom lors de son assemblée générale extraordinaire du 8 juin 1993.

## Membres
L'UPFI représente actuellement 78 labels et distributeurs indépendants en France et ailleurs. 
- ABS Bellissima
- Accéléra Son / Absolute Management
- Actes Sud
- Adima Productions
- Aircheology
- Ascot Music
- At (H)ome
- Atmosphériques
- Because Music
- Big Broz Recordz
- CH+
- Chris Music
- Citizen Records
- CMBM
- Count Melody
- Delphine Records
- Derrière Les Planches
- Din Records
- Discograph
- Discorama
- Disc'ambiance
- Disques Dom
- DixieFrog
- Emma Productions
- label Entreprise
- Fargo Records
- Foolek Records
- Francis Dreyfus Music
- FT Music
- FuturePlay
- Gatkess
- Gorgone Productions
- Green United Music
- Happy Music
- Idol
- InFiné
- JMS/Cream Records
- Johnny Williams Son
- Keltia Musique
- Kiui
- Kyrone
- La Ouache Production
- Le Village Vert
- Lusafrica
- Masq
- microqlima
- Mimesis Republic
- Monte-Carlo Records
- Mystic Rumba
- Nashvert Production
- Naïve Records
- NFFP Records
- No Format!
- Nouvelle Donne Productions
- Olympic Disk
- Outhere
- Panorama/AB Disques
- Peermusic (en)
- PIAS
- Productions Jacques Canetti
- Productions Mary Josée
- Rue Bleue
- Still Muzik
- Stormy Music
- Studio du Moulin de Crampaux
- Tabata Music
- Teme
- Twin Fizz Records
- Tôt ou tard
- UGOP
- V Music Productions
- Verone Productions
- Victorie Music
- Volvox Music
- Vox Gramophone
- Wagram Music
- WTPL/Booster
- Yearling Productions
- Yotanka Records

### Conseil d'administration
Le conseil d'administration comporte actuellement 18 siégeants, qui sont les dirigeants des 78 membres de l'Union. Les membres actuels du conseil sont :
Julien BANES | LA OUACHE PRODUCTION, Olivier CAILLART | PANENKA MUSIC, Claude BERNATH | HAPPY MUSIC, Pascal BITTARD | IDOL, Laurent BIZOT | NO FORMAT !, Stephan BOURDOISEAU | WAGRAM MUSIC, Emmanuel de BURETEL | BECAUSE MUSIC, Xavier COLLIN | W.T.P.L., Laurent DIDAILLER | PIAS, Viviane VINCENT | VINTESS INNOVATION, Vincent FREREBEAU | TÔT OU TARD, Stéphane LAÏCK | AT (H)OME, Didier MARTIN | OUTHERE, Hichem BONNEFOI | SUTHER KANE FILMS, Benoît TREGOUËT | LES DISQUES ENTREPRISE, Romain VIVIEN | BELIEVE DIGITAL, Laurent DUBRULLE | THINK ZIK, Domitille DUFOREST | JOYVOX.

## Présidents
Présidents depuis juin 1993.
- Claude Berda (AB Disques): 1993–1997
- Jean-Michel Fava (AB Disques): 1997–2000
- Patrick Zelnik (Naïve Records): 2000–2004
- Stephan Bourdoiseau (Wagram Music): 2004–2008, 2010–2014, 2018-présent
- Vincent Frèrebeau (Tôt ou tard): 2008–2010, 2014–2018